# Perizoma aequilimbata
Perizoma aequilimbata là một loài bướm đêm trong họ Geometridae.